# マラウイ関係記事の一覧
マラウイに関連する記事の一覧。
内容の最終更新は2010年3月17日であり、この時点で最も新しく立てられた記事は「マラウイの世界遺産」であった。

## 記号
- .mw

## 英数字
- 1961年ニヤサランド立法議会選挙
- 1964年マラウイ総選挙
- 1971年から1992年までのマラウイ総選挙
- 1993年マラウイ国民投票
- 1994年マラウイ総選挙
- 1999年マラウイ総選挙
- 2004年マラウイ総選挙
- 2009年マラウイ総選挙

## カテゴリ
- Category:オリンピックのマラウイ選手団
- Category:マラウィ共和国の空港
- Category:マラウイ共和国の大学
- Category:マラウイの軍事
- Category:マラウイのサッカー
- Category:マラウイの人物
- Category:マラウイのスポーツ
- Category:マラウイの世界遺産
- Category:マラウイの地理
- Category:マラウイの政党
- Category:マラウイの政治
- Category:マラウイの政治家
- Category:マラウイの教育
- Category:マラウイの文化
- Category:マラウイの歌手
- Category:マラウイの歴史
- Category:マラウイの民族
- Category:マラウイの言語
- Category:マラウイの選挙
- Category:マラウイの都市
- Category:マラウイの民族

## あ行
- アッタチ・ムパカチ
- アテネオリンピック_(2004年)_マラウイ選手団
- アトランタオリンピックマラウイ選手団
- アフリカ大地溝帯
- イギリス中央アフリカ保護領
- ウィリアム・カムクワンバ
- ヴワザ湿地動物保護区
- エア・マラウイ
- 英連邦
- エセル・ムタリカ
- おお、神よ、マラウイに祝福を
- オリンピックのマラウイ選手団

## か行
- カウリメ湖
- カスング
- カスング国立公園
- カズニ湖
- カタベイ
- カムズ・アカデミー
- カムズ・スタジアム
- カロンガ
- 共和党_(マラウイ)
- グアンダ・チャクアンバ
- グドール・ゴンドウェ
- クンゴニ文化芸術センター
- 国民議会_(マラウイ)
- コタコタ
- コタコタ動物保護区

## さ行
- 在マラウイ大使館の一覧
- サッカーマラウイ代表
- サリマ
- シドニーオリンピックマラウイ選手団
- ジマニ・カザミラ
- ジョイス・バンダ
- ジョン・テンボ
- ジョン・チレンブウェ
- スワヒリ語
- ソウルオリンピックマラウイ選手団
- ゾンバ

## た行
- チウタ湖
- チェワ語
- チクワワ
- チシ島
- チズムル島
- チティパ
- チポカ
- チャクフワ・チハナ
- 駐日マラウイ大使館
- 中部州_(マラウイ)
- チョロ_(マラウイ)
- チョンゴニの岩絵地域
- チラズル
- チルワ湖
- チレカ国際空港
- デッザ
- 統一民主戦線_(マラウイ)
- トゥンブカ語
- トンガ族
- ドワングワ川
- ドーワ

## な行
- ナーセル・カラ
- 南部州_(マラウイ)
- ニイカ国立公園
- ニイカ高原
- ニヤサランド
- ネノ

## は行
- バキリ・ムルジ
- バラカ_(マラウイ)
- バルセロナオリンピックマラウイ選手団
- パロンベ
- ビング・ワ・ムタリカ
- フランク・チパスラ
- ブランタイヤ
- ヘイスティングズ・カムズ・バンダ
- 北京オリンピックマラウイ選手団
- 北部州_(マラウイ)

## ま行
- マジェテ動物保護区
- マチンガ
- マフィンガ丘陵
- マラウイ
- マラウイ準備銀行
- マラウイにおけるHIV/AIDS
- マラウイにおけるLGBTの権利
- マラウイにおけるイスラーム
- マラウイの人口統計
- マラウイの切手の人物一覧
- マラウイの軍事
- マラウイの経済
- マラウイの交通
- マラウイの国際関係
- マラウイの国旗
- マラウイの国立公園および保護区の一覧
- マラウイの国章
- マラウイの在外公館の一覧
- マラウイの地理
- マラウイの大統領一覧
- マラウイの通信
- マラウイの政党
- マラウイの政治
- マラウイの教育
- マラウイの歴史
- マラウイの空港の一覧
- マラウイの行政区画
- マラウイの世界遺産
- マラウイの選挙
- マラウイの鉄道駅一覧
- マラウイの都市の一覧
- マラウイの副大統領一覧
- マラウイの文化
- マラウイの銀行一覧
- マラウイの首相一覧
- マラウイ・クワチャ
- マラウイ・テラー・ビースト
- マラウイ・ポンド
- マラウイ会議党
- マラウイ大学
- マラウイ海軍艦艇一覧
- マラウイ湖
- マラウイ湖国立公園
- マラウイ地震
- マラウイ鉄道
- マラビ帝国
- マリア_(マラウイの歌手)
- マロンベ湖
- マンゴチ
- ミュンヘンオリンピックマラウイ選手団
- 民主同盟_(マラウイ)
- 民主進歩党_(マラウイ)
- ムグウイリザノ連合
- ムジンバ
- ムジンバ_(マラウイの都市)
- ムズズ
- ムズズ大学
- ムチンジ
- ムランジェ
- ムランジェ山
- ムランジェ山保全トラスト
- ムランジェ山森林保護区
- ムワビ野生動物保護区
- ムワンザ_(マラウイ)

## や・ら・わ行
- ラブネス・ゴンドウェ
- リウォンデ
- リウォンデ国立公園
- リコマ
- リコマ島
- リビングストニア
- リロングウェ
- リロングウェ国際空港
- リンベ_(マラウイの地区)
- ルンピ
- ルーシャス・バンダ
- ルチェンザ
- レングウェ国立公園
- ロイ・ウェレンスキー
- ロサンゼルスオリンピック_(1984年)_マラウイ選手団
- ロムウェ語
- ローデシア・ニヤサランド・ポンド
- ローデシア・ニヤサランド連邦
- ンサンジェ
- ンセンガ族
- ンチェウ
- ンチシ